# Vrbica (kanton środkowobośniacki)
Vrbica – wieś w Bośni i Hercegowinie, w Federacji Bośni i Hercegowiny, w kantonie środkowobośniackim, w gminie Jajce. W 2013 roku liczyła 602 mieszkańców, z czego większość stanowili Chorwaci.